# Rwanda nziza
"Rwanda Nziza" (phát âm tiếng Kinyarwanda: [ɾɡwɑː.ndɑ nzǐː.zɑ], "Rwanda xinh đẹp") là quốc ca của Rwanda.

## Lịch sử
Sau khi Rwanda độc lập từ Bỉ năm 1962, quốc ca của nước này là bài "Rwanda Rwacu" (Rwanda của ta). Vào thời gian đó, tình hình chính trị-xã hội Rwanda diễn ra căng thẳng. Chính quyền của nhóm người thiểu số Tutsi đã bị lật đổ chỉ trong ba năm. Người Hutu chiếm đa số nắm quyền trong một cuộc binh biến khiến 100.000 người phải di cư sang các nước láng giềng. Ba mươi năm sau, dưới chính phủ của Grégoire Kayibanda và Juvénal Habyarimana, đã xảy ra nhiều trận bạo lực trên cả nước, nổi bật là nội chiến Rwanda từ năm 1990-1994 với những người Tutsi lưu vong (lãnh đạo bởi Paul Kagame - người hiện tại đang là Tổng thống Cộng hoà Rwanda) chống lại chính quyền Habyarimana, và cuộc diệt chủng của người Hutu nhắm tới người Tutsi năm 1994.
Cuộc chiến kết thúc khi quân đội Kagame lên nắm quyền tháng 7/1994. Một thời kỳ hoà giải bắt đầu, khi một chính phủ thống nhất nắm quyền trị nước. Ông trở thành lãnh đạo trên thực tế của Rwanda, rồi nắm quyền Tổng thống năm 2000. Để truyền thông điệp đoạn tuyệt với quá khứ bạo lực của đất nước, chính quyền này đã thay đổi hàng loạt biểu tượng quốc gia Rwanda như quốc kỳ, quốc huy, quốc ca,... Tuy nhiên, một số người dân nghi ngờ rằng đó chỉ là biểu tượng nhằm củng cố quyền lực của Mặt trận Yêu nước Rwanda.
Sau một cuộc thi cấp quốc gia, "Rwanda nziza" chính thức trở thành quốc ca Rwanda ngày 1/1/2002.

## Lời bài hát
| Lời tiếng Rwanda | Dịch sang tiếng Việt |
| --- | --- |
| I Rwanda nziza Gihugu cyacu Wuje imisozi, ibiyaga n'ibirunga Ngobyi iduhetse gahorane ishya. Reka tukurate tukuvuge ibigwi Wowe utubumbiye hamwe twese Abanyarwanda uko watubyaye Berwa, sugira, singizwa iteka. II Horana Imana, murage mwiza Ibyo tugukesha ntibishyikirwa; Umuco dusangiye uraturanga Ururimi rwacu rukaduhuza Ubwenge, umutima, amaboko yacu Nibigukungahaze bikwiye Nuko utere imbere ubutitsa. III Abakurambere b'intwari Bitanze batizigama Baraguhanga uvamo ubukombe Utsinda ubukoroni na mpatsibihugu Byayogoje Afurika yose None uraganje mu bwigenge Tubukomeyeho uko turi twese. IV Komeza imihigo Rwanda dukunda Duhagurukiye kukwitangira Ngo amahoro asabe mu bagutuye Wishyire wizane muri byose Urangwe n'ishyaka, utere imbere Uhamye umubano n'amahanga yose Maze ijabo ryawe riguhe ijambo. | 1 Rwanda xinh đẹp và thân yêu của chúng con Với những ngọn đồi, hồ nước và núi lửa điểm tô Người sẽ luôn được phủ đầy bởi hạnh phúc. Dân tộc Rwanda, chính chúng ta đây Sẽ cùng hát vang bài ca hào quang và tuyên thệ cho sự thật cao quý của Người là mẹ của tất cả chúng con Sẽ muôn đời được ngưỡng mộ, thịnh vượng và bao phủ bởi những lời ngợi ca. II Những di sản không thể đong đếm được Chúa bảo vệ Người đã cho chúng con những điều tốt đẹp vô giá; Nền văn hoá chung đã gắn kết muôn người như một Ngôn ngữ chân nghĩa ấy đã thống nhất chúng con Để trí tuệ, lương tâm và sức mạnh Bao phủ Người trong sự giàu có Vì sự đổi mới và cố gắng không ngừng. III Những vị tổ tiên kính yêu Đã dành cả thể xác và linh hồn Xây dựng một đất nước vĩ đại Người vượt qua bọn thực dân, đế quốc Những bè lũ đã phá hoại châu Phi lâu năm Giờ đây Người đã có niềm vui của chủ quyền và độc lập Và có được những người con trung kiên luôn sẵn sàng đứng lên vì Tổ quốc. IV Hãy bảo vệ tấm khiên của Người, hỡi Rwanda Hãy đứng lên, vì đã có chúng con đồng hành cùng Người Để hoà bình ngự trị khắp mảnh đất này Để Người được bảo vệ khỏi mọi gian khó Để Người ngày càng tiến bộ với ngọn lửa quyết tâm Để Người có quan hệ tốt đẹp với các quốc gia trên thế giới Để niềm tự hào của Người được kính trọng muôn đời. |